# Монголия на зимних Олимпийских играх 1984
Монголия принимала участие в Зимних Олимпийских играх 1984 года в Сараево (Югославия) в пятый раз за свою историю, но не завоевала ни одной медали. Сборную страны представляли четверо лыжников. Допинг-проба Пурэвжалына Батсуха дала положительный результат на анаболические стероиды, спортсмен был дисквалифицирован, результат эстафеты (15-е место) аннулирован. Еще два спортсмена были дисквалифицированы в гонке на 15 км за нарушение техники классического хода.

## Результаты

### Лыжные гонки
Мужчины
| Спортсмен                                                                         | Дисциплина         | Результат | Результат |
| Спортсмен                                                                         | Дисциплина         | Время     | Место     |
| --------------------------------------------------------------------------------- | ------------------ | --------- | --------- |
| Пурэвжалын Батсух                                                                 | 15 км              | DSQ       | -         |
| Вангансүрэнгийн Рэнцэнхорол                                                       | 15 км              | DSQ       | -         |
| Дондогийн Ганхуяг                                                                 | 15 км              | DSQ       | -         |
| Лувсандашийн Дорж                                                                 | 15 км              | 49:17.8   | 65        |
| Пурэвжалын Батсух                                                                 | 30 км              | DSQ       | -         |
| Дондогийн Ганхуяг                                                                 | 30 км              | 1’47:32.5 | 63        |
| Вангансүрэнгийн Рэнцэнхорол                                                       | 30 км              | 1’47:04.0 | 61        |
| Лувсандашийн Дорж                                                                 | 30 км              | 1’43:03.1 | 55        |
| Пурэвжалын Батсух Дондогийн Ганхуяг Вангансүрэнгийн Рэнцэнхорол Лувсандашийн Дорж | эстафета 4 х 10 км | DSQ       | DSQ       |